# ریورساید (اوهایو)
ریورساید(به انگلیسی: Riverside) شهری در ایالت اوهایو کشور ایالات متحده آمریکا است که جمعیت آن در سرشماری سال ۲۰۱۰ میلادی، ۲۵٬۲۰۱ نفر بوده‌است.